# Quellón
Quellón – miasto w Chile, w regionie Los Lagos, w prowincji Chiloé.